# Cem (rituel religieux)
Pour les articles homonymes, voir Cem.
Pour le fils de Mehmed II, voir Zizim.
Le cem (prononcé et parfois écrit djem) est un rituel religieux de l'Alévisme. Ce mot turc vient de l'arabe (ar) جَمْع, djam, « rassemblement, réunion »
.

## Les douze services mystiques
Au début du djem, le dede distribue les douze services mystiques qui ont eu lieu dans la cérémonie des kırklar.
- Murshid: c'est le dede qui dirige le cem et qui dicte la prière
- Rehber : c'est aussi un dede dont la fonction est d'aider le Murshid
- Ozan ou Zakir : c'est le barde ou le chantre qui dit les nefes et les deyiş
- Süpürgeci : « le balayeur »
- Delilci ou Tcheragdji : il s'occupe des chandelles
- Gözcü : il s'occupe de l'ordre dans le cem
- Kapıcı : chargé de garder la porte et de placer les gens venus en retard
- Sofracı : il s'occupe du repas, on l'appelle aussi kurbandji ou lokmadji
- Meydancı : il s'occupe de la propriété et montre leur place aux gens
- Saka: il est chargé de distribuer l'eau en souvenir du martyre de Hussein ou Al-Hussein ibn Ali
- Peyik : il appelle les gens aux cem et s'occupe de préparation du cem
- Semahcı : il s'occupe du samā‘

## Déroulement
Le rituel se déroule comme ceci:
- Invocation des maîtres de l'ordre et bénédiction du cemevi
- Nefes de kul Himmet et de Virani[Quoi ?] et évocation de l'initiation
- Sourate de l'unicité et fatiha, louanges au prophète et aux douze imams
- Invocation d'Allah et des douze imams
- Imploration du pardon et du secours
- Proclamation de l'unicité divine (tevhid ou tawhid)
- Louanges au prophète et aux douze imams
- Ascension céleste et assemblée des Kırklars
- Semah des Kırklars
- Bénédiction
- Samā‘ des grues cendrées (turnalar semahi)
- Invocation des saints
- Bénédiction
- Commémoration du drame de Kerbala
- Invocation de la sainte famille et prière propitiatoire